# Zale obsita
Zale obsita là một loài bướm đêm trong họ Erebidae.